# Crataegus orbicularis
Crataegus orbicularis är en rosväxtart som beskrevs av James Bird Phipps och O'kennon. Crataegus orbicularis ingår i Hagtornssläktet som ingår i familjen rosväxter. Inga underarter finns listade i Catalogue of Life.